# Vérigny
Vérigny is een plaats en voormalige gemeente in het Franse departement Eure-et-Loir in de regio Centre-Val de Loire en telt 249 inwoners (2005).De plaats maakt deel uit van het arrondissement Chartres.

## Geschiedenis
Op 1 januari 2016 is Vérigny gefuseerd met de gemeente Mittainvilliers tot de gemeente Mittainvilliers-Vérigny. De opgeheven gemeenten kregen hierbij, in tegenstelling tot gebruikelijk, niet de status van commune déléguée.

## Geografie
De oppervlakte van Vérigny bedraagt 13,3 km², de bevolkingsdichtheid is 18,7 inwoners per km².
De onderstaande kaart toont de ligging van Vérigny met de belangrijkste infrastructuur en aangrenzende gemeenten.

## Demografie
Onderstaande figuur toont het verloop van het inwonertal (bron: INSEE-tellingen).